# Seemannskultur

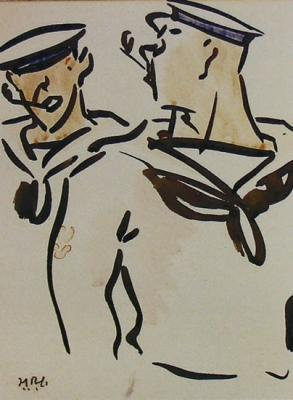
Francis Cadell: Two Sailors

 Als Seemannskultur bezeichnet man die in der Seefahrt etablierten, historisch gewachsenen kulturellen Eigenheiten. Sie entstanden überwiegend aus der Neigung der Seeleute, eine als unberechenbar und grenzenlos erlebte Umwelt mit Mythen und Bräuchen zu erfüllen, um auf diese Weise das Große, Unbekannte, Beängstigende – als welches das „fremde Element“, die See, erlebt wurde – mit Bekanntem zu füllen und so die Angst davor zu reduzieren.

## Traditionen

### Schiffstaufe
Die Schiffstaufe ist ein feierlicher Akt beim Stapellauf von Schiffen. Dabei wird eine Flasche Sekt am Schiffsrumpf zerschlagen und dem Schiff sein Name verliehen. Häufig wird auch eine Rede gehalten. Erst danach wird es vom Stapel, also zu Wasser gelassen.

### Seemannsgruß
Der Gruß heißt dippen. Er besteht im Niederholen und Wiedervorheißen der Nationalflagge. Sämtliche Handelsschiffe haben gegenüber den Kriegsschiffen aller Staaten die Verpflichtung zum ersten Gruß. Handelsschiffe pflegen sich nur dann zu grüßen, wenn sie zur eigenen Reederei oder Linie gehören oder wenn ein Freundschaftsverhältnis der Kapitäne zueinander besteht. Die Pflicht, als Erster zu grüßen, hat bei der Vorbeifahrt:
- Das überholende Schiff gegenüber dem überholten.
- Das in Fahrt befindliche gegenüber dem vor Anker liegenden.
- Das auf der Ausreise befindliche gegenüber dem heimkehrenden. Hier wird der Heimkehrer, der in früherer Zeit das Ungemach einer langen, beschwerlichen Segelschiffsreise hinter sich gebracht hatte, von dem Ausreisenden geehrt.

Der Dippgruß wird unter Kriegsschiffen nicht erwiesen, weil er sich aus dem Streichen der Segel (bzw. die Flagge streichen; das Schiff dem Feind übergeben), dem Zeichen für Unterordnung und Unterwerfung, herleitet. Der zwischen Kriegsschiffen gebräuchliche Gruß ist die Front.
Daneben ist ahoi als verbaler Gruß bzw. als Frage ankommenden Booten gegenüber üblich. Im Hamburger Hafen gibt es eine eigene Schiffsbegrüßungsanlage.

### Salut
Treffen Kriegsschiffe verschiedener Nationen aufeinander, dann wird bei offiziellen Anlässen Salut geschossen. Die Anzahl der Schüsse entspricht dabei dem Rang des zu Grüßenden. Bei Alleinfahrern sind es vier Schuss, für einen Flottenverband und dessen Befehlshaber sind es bis zu 17 Schuss (z. B. Deutsches Reich).
Die Höchstzahl von 21 Schuss empfangen nur Staatsoberhäupter und der Inhaber des Apostolischen Stuhles in Rom. Das Salutschießen ist ein Zeichen friedlicher Gesinnung: Beim Anlaufen von fremden Häfen tat man in früheren Zeiten damit kund, dass die eigenen Geschütze abgebrannt waren, da es damals eine Weile dauerte, bis die Vorderladergeschütze wieder schussbereit gemacht worden waren.

### Hausflagge

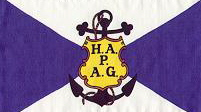
Alte HAPAG-Flagge

Die Hausflaggen (Reedereiflagge) der Reedereien, die erstmals in den 1830er Jahren auftauchten, dienten zunächst als Unterscheidungssignal, da sich die Segler oft ähnelten. In diesen Reedereiflaggen sind meist die Anfangsbuchstaben der Reederei zu finden, selten Bildsymbole.

### Flaggen – Handhabung und Symbolik

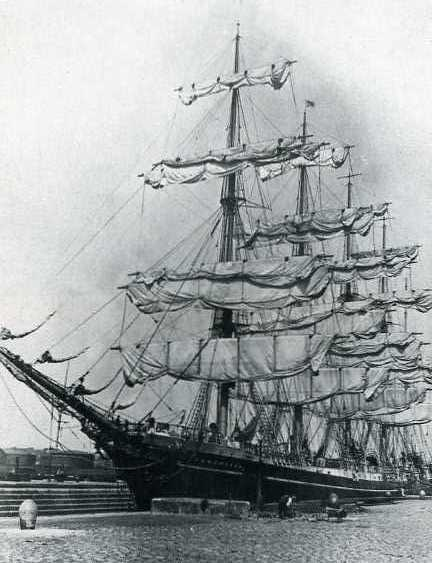
Segelschiff in Sack und Asche

Grundsätzlich ist jedes Schiff verpflichtet, die Flagge des Staates, in dem es immatrikuliert ist, während des Tages am Flaggstock zu zeigen. Sie wird bei Sonnenaufgang vorgeheißt (gesetzt) und bei Einbruch der Abenddämmerung niedergeholt. Die Ausnahmen bilden Standarten der Staatsoberhäupter, Admiralsflaggen und Kommandantenwimpel, sie werden von Mond und Sonne beschienen. Das Hissen wie Niederholen der Flagge wird auf Kriegsschiffen mit einer feierlichen Flaggenparade gewürdigt. Sie wird musikalisch untermalt, wenn ein Musikkorps zur Verfügung steht, anderenfalls tritt ein besonderes Instrument in Aktion, die Bootsmannspfeife.
Die Flagge auf halbmast ist ein Überbleibsel aus der Zeit, in der man an Bord in Sack und Asche trauerte (beispielsweise, wenn der Kapitän verstorben war). Dann wurden Rahen und Takelage bewusst in Unordnung gebracht.

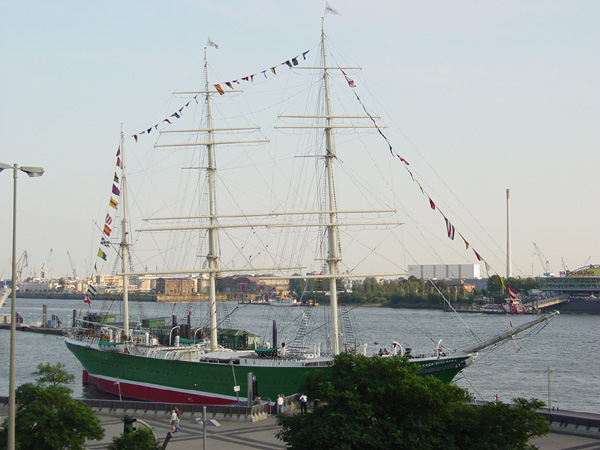
Die Rickmer Rickmers in Hamburg, über die Toppen geflaggt

Die Flaggengala (auch Flaggenschmuck) wird bei festlichen Gelegenheiten gesetzt. Dabei werden die Signalflaggen aneinandergereiht längsschiff über die Toppen (Mastspitzen) gesetzt. Dies nennt sich daher auch über die Toppen flaggen.
Die Nationalflagge des Staates, in dessen Gewässern sich das Schiff aufhält, wird bei Segelschiffen unter die Steuerbordsalinge des Großmastes gesetzt, bei Motorschiffen an vergleichbarer Stelle, jedenfalls aber immer höher als die eigene. Beim Einlaufen in den ersten eigenen Hafen kann dann eine Gala bestehend aus allen Flaggen der unterwegs angelaufenen Länder gesetzt werden.
Das Abschiedssignal auf einem Schiff, das binnen 24 Stunden den Hafen verlässt, ist die Signalflagge P, genannt Blauer Peter, die früher auch dazu diente, die Mannschaft aufzufordern, sich unverzüglich an Bord zu begeben.

### Seemannsgarn
Erzählungen der Seeleute über ihre Erlebnisse, wobei dieser Begriff explizit für übertriebene oder Lügengeschichten steht.
Ein schönes Beispiel hierfür aus neuer Zeit sind die Erzählungen des Käpt’n Blaubär.

### Wetterweisheiten

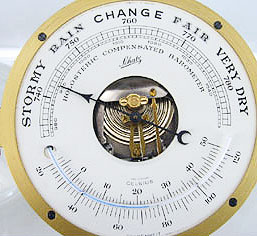
Schiffsbarometer

So mancher alte Seemann bleibt noch heute den Wettervorhersagen von den sogenannten Wetterfröschen gegenüber skeptisch, sie halten sich lieber an klassische Weisheiten der Fahrensleute, wenn das Barometer verrücktspielt.
Wenn das Seegeflügel bleibt am Strand,

Gibt es schönes Wetter.

Zieht sie aber weit ins Land,

„Pfeifen“ bald die Götter.

Fällt das Glas wie Stein vom Turm,

Dann kommt Sturm

Bei Tiefstand zeigt des Glases Klettern

Vermehrte Kraft von Sturm und Wettern.
Elmsfeuer – Elektrische Entladung bei Gewitter, in der Form, dass an den Toppen der Masten, den Spieren usw. kleine Flämmchen – eigentlich nach oben treibende Gasentladungen – entstehen. Diese von alters her bekannte Erscheinung fand, bevor man die wirklichen Zusammenhänge erklären konnte, bei den abergläubischen Seeleuten die unterschiedlichsten Deutungen. Sie reicht vom Feuerteufel (Schiffsbrand) über Vorzeichen für gutes oder schlechtes Wetter bis zur Vorankündigung des nahen Todes eines Besatzungsmitgliedes.

### Kleidung

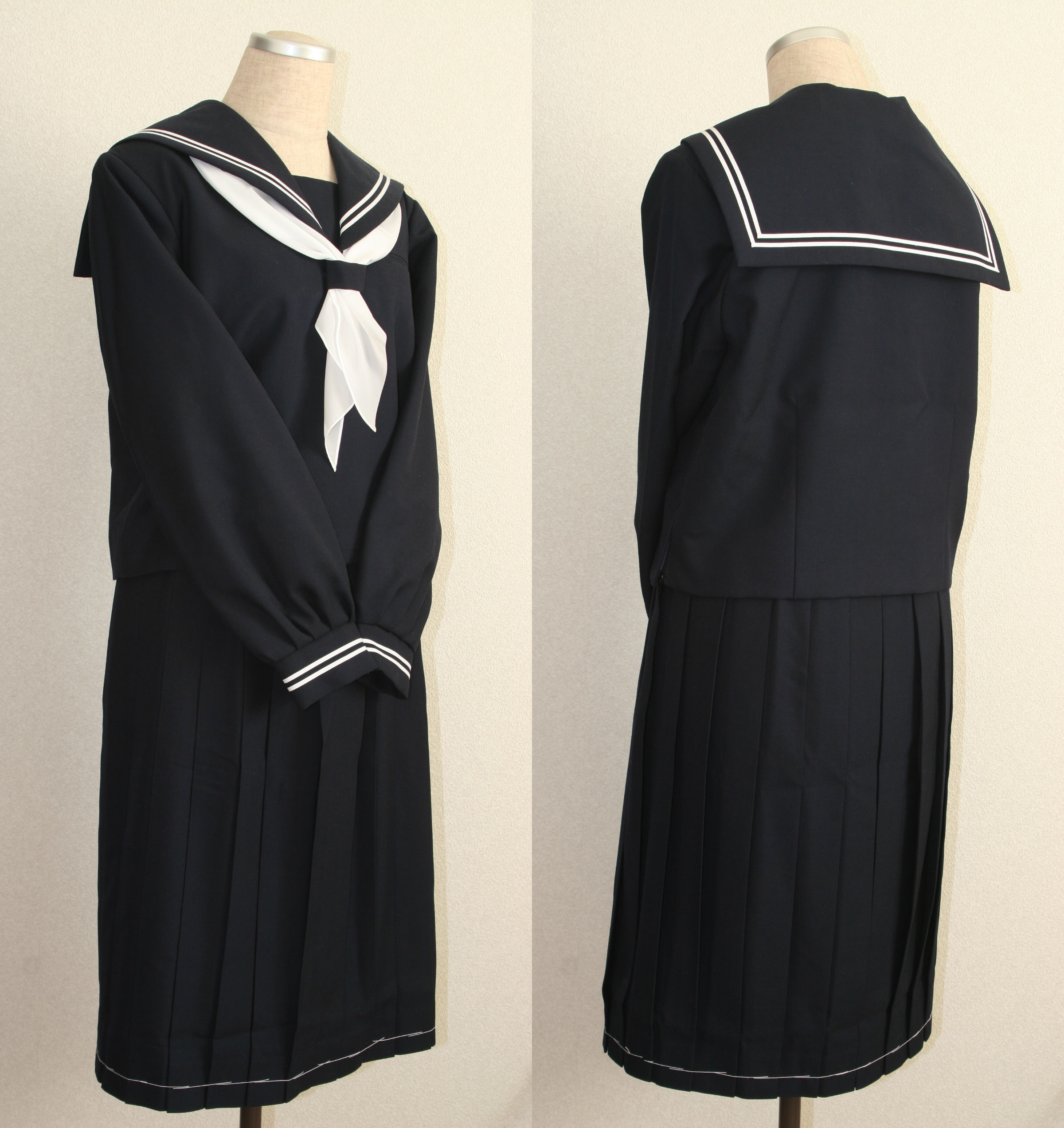
Japanische Schuluniform, angelehnt an Matrosenanzug mit Exkragen und Halstuch

Der Exkragen (Wäsche achtern) ist ein großer Kragen auf Matrosenblusen, der an die Zeit erinnert, als Mannschaften und Unteroffiziere noch geteerte oder gewachste Zöpfe trugen. Er sollte verhindern, dass der Zopf die Oberbekleidung beschmutzte (siehe Bändermütze). Viele Handels- und Marinenationen übernahmen die britische Tradition, den Exkragen mit drei weißen Streifen zu versehen. Sie sollten an die drei großen Seeschlachten Nelsons bei Abukir (1. August 1798), Kopenhagen (2. April 1801) bzw. Kap Finisterre und Trafalgar (21. Oktober 1805) erinnern. Zum Exkragen wurde ein schwarzes Halstuch zur Trauer um den bei Trafalgar gefallenen Nelson getragen, das in einigen Flotten einen kunstvollen Knoten erhielt oder als schmale schwarze Schleife ausgebildet ist. Die weiße Schleife auf dem Knoten hob die Trauer später wieder auf.

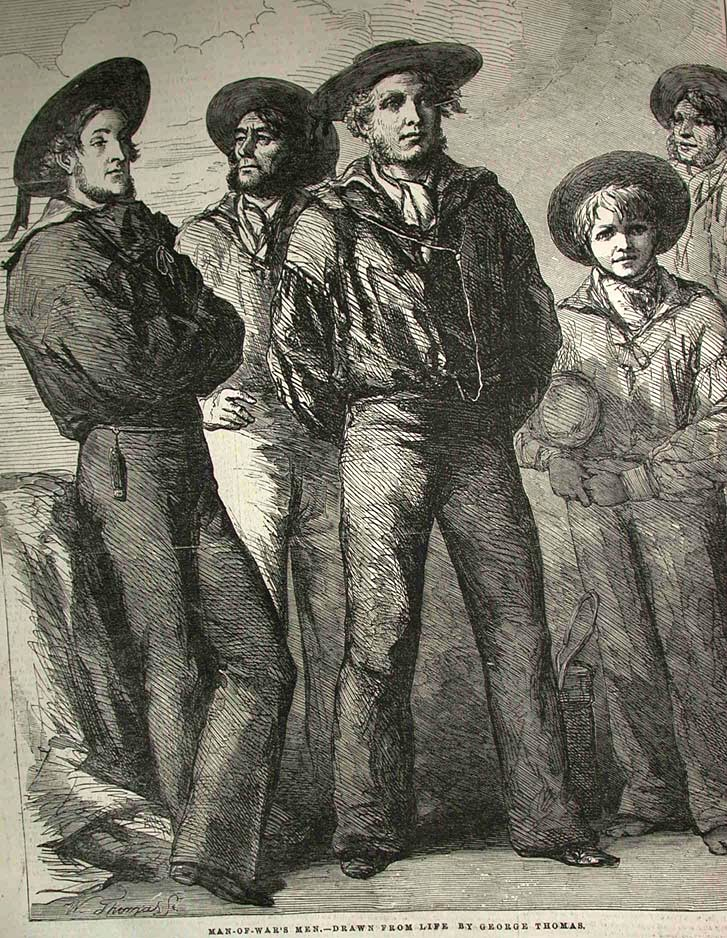
Seeleute um 1854 mit Plattingshüten

In früheren Zeiten gab es für die Besatzungen, ausgenommen waren die Offiziere, auf Kriegsschiffen noch keine vorgeschriebene Uniformierung. Die Kapitäne konnten allerdings eine solche vorschreiben, mussten dann allerdings selbst dafür sorgen, dass die Leute entsprechende Möglichkeiten erhielten. Meist nähten sich die Matrosen ihre Kluft selbst, wozu häufig leichtes Segeltuch (speziell für die Tropenbekleidung) verwendet wurde.
Die Bändermütze ist die Bezeichnung für eine flache Kopfbedeckung mit zwei hinten frei herabhängenden dunklen Bändern für Matrosen. Die Bänder sollen daran erinnern, dass sich in den vergangenen Jahrhunderten Mannschaft und Unteroffizier geteerte oder geölte Zöpfe ansteckten und mit einem schwarzen, geteerten Band umwickelten. Früher wurden von den Seeleuten häufig sogenannte Plattingshüte, die möglicherweise mit Teer wasserdicht gemacht wurden, getragen. (vergleiche: Ölzeug, Teerjacke)

### Schiffsnamen
Es war früher eine ausnahmslos männliche Domäne, zur See zu fahren, so könnte es sein, dass daraus das Bedürfnis entstand, etwas Weibliches um sich zu haben. Schiffe hatten im Mittelalter vorzugsweise „echte“ weibliche Namen.
In der englischen Seeschifffahrtsgeschichte ist es selbstverständlich, Schiffe als weiblich zu bezeichnen, und diese Tradition könnte so auch nach Deutschland gelangt sein. Schiffsrümpfe haben immer schon an weibliche Formen erinnert, besonders während des Mittelalters. So wird zum Beispiel das Heck eines Schiffes auch als Achtersteven bezeichnet (eigentlich hinterer Bug, da sich der Steven sowohl vorn wie auch achtern befinden kann). Diese Bezeichnung wird zumindest im Plattdeutschen auch für das weibliche Gesäß verwendet. Zudem war in der Regel eine weibliche Galionsfigur bei der fast ausschließlich männlichen Besatzung weit beliebter als eine sächliche oder maskuline Plastik.
Es gibt aber auch Ausnahmen von dieser Regel. Ein Schiff, welches einen Tiernamen trägt oder bekommen soll, heißt durchaus z. B. „Der Falke“, „Der Löwe“, oder es wurde von der Besatzung oft als männlich bezeichnet, hier als Beispiel, die Prinz Eugen, die von ihrer Mannschaft nur als der „Prinz“ oder „Eugen“ bezeichnet wurde (z. B. nicht die Harald Jarl). Ferner setzten sich auch Namensgeber oft über das ungeschriebene Gesetz hinweg; so ließ die HAPAG auf Wunsch von Kaiser Wilhelm II. die „Imperator“ auf „Der Imperator“ taufen. Auch gibt es Schiffe, bei denen ein „Heiliger“ Pate stand. Es gab z. B. einige Schiffe mit dem Namen des Hl. Andreas.

### Seefahreralltag
Dieser ist grundsätzlich sehr stark von den Traditionen der einstmals weltbeherrschenden Royal Navy (Britannia rule the waves) geprägt.
- Die Kapitänskajüte (in der Seemannssprache heißt es „Kammer“ des Kapitäns) liegt immer an Steuerbord, denn dies gilt als die „gute“ Seite. Hier ist die Ausnahme die portugiesische Marine: Dort liegt sie an Backbord, weil Vasco da Gama das Kap der guten Hoffnung an Backbord peilte. Der Merksatz zu den beiden Schiffsseiten sowie den zugehörigen Farben (Grün und Rot) lautet: „Rot ist die Back“, weil nämlich der Bootsmannsmaat dem Schiffsjungen, der sich dies partout nicht merken konnte, mit der rechten Hand eine langte, worauf hin sich die linke Backe (Wange) des Knaben „rot“ verfärbte (bei linkshändigen Bootsmannsmaaten gibt es da natürlich ein Problem).
- Hängematte: Diese war in der Regel auf die Mannschaften beschränkt, die Offiziere hatten meist Schwingkojen, also oben offene Kisten, die an Seilen hingen. Die Mannschaften dagegen hatten für ihre Schlafplätze so wenig Raum (14 inch in der englischen Marine) zur Verfügung, dass sie sich meist nur Wache um Wache wechselseitig hinlegen konnten.
- Wache: Diese dauert auf See jeweils vier Stunden und wird durch das Glasen der Schiffsglocke verkündet. Alle halbe Stunde ein Schlag mehr, ausgehend von 12:00 h mittags (8 Glasen). Mögliche Ausnahme ist die (kupierte) Hundewache, die um Mitternacht (8 Glasen) beginnt und dann bis morgens um Sechs (4 Glasen) andauern kann, was einer um zwei Stunden verkürzten Doppelwache entspricht.

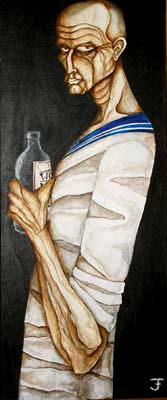
Sailor and Rum von Joe Machine

- Der Seemannssonntag ist der Donnerstag, an dem es ein sehr gutes Essen (für Seemannsverhältnisse) gibt und meistens auch einen Pudding oder Kuchen am Nachmittag.
- Grog: Vom 17. Jahrhundert bis 1970 wurde auf den Schiffen der Royal Navy Rum (seltener Arrak) als Proviant an die Mannschaft ausgegeben. Disziplinlosigkeit und Trunkenheit waren nicht selten die Folge. 1740 ließ daher der englische Vize-Admiral Edward Vernon (1684–1757) seine Matrosen den Rum nur noch mit Wasser verdünnt trinken. Später wurde das Getränk auch mit Zucker und Limettensaft versetzt. Vernons Spitzname war „Old Grog“, da er meist einen warmen Umhang aus Grogram trug, einem groben Stoff aus Seide und Wolle. Dieser Name wurde bald auf das neue Getränk übertragen.
- Eine Bootsmannpfeife, je nach Anwendung auch Maaten- oder Bootsmannsmaatenpfeife (nach den Unteroffiziersgraden der Bundesmarine) ist eine Signalpfeife, die in der Zeit der Segelschifffahrt seit dem Mittelalter als Mittel zur Weitergabe von Befehlen an die Mannschaft diente, als bessere Kommunikationsmittel wie Bordfunk noch nicht existierten. Sie hat einen sehr hohen, durchdringend hörbaren Ton, der selbst bei schwerem Wetter noch in der Takelage des Fockmastes zu hören ist. Heute spielt sie in den meisten Fällen nur noch bei zeremoniellen Anlässen wie Empfängen an Bord („Seite pfeifen“) oder auf Ausbildungsschiffen wie dem deutschen Segelschulschiff Gorch Fock eine Rolle.
- Shanty ist der Matrosengesang, der besonders beim Bedienen des Gangspilles gesungen wird. (Deutsches Beispiel: „Ick heff mol een Hamborger Veermaster sehn, to my hooday, hooday, hoo hoo …“) Auf den Refrain wird dann von „all hands“ Kraft auf das Spill, oder das zu holende Tau (Segel setzen oder reffen) gegeben.
- Hornpipe: Ein bei Seeleuten im 17. bis 19. Jahrhundert beliebter Solo-Tanz zum Klang einer Flöte oder Fidel.
- Äquatortaufe: Ein seemännisches Ritual, nach dem Mitglieder einer Besatzung, die zum ersten Mal den Äquator überfahren, in derber Form getauft werden. Die Äquatortaufe hat ihren Ursprung aus der Zeit der Entdeckungsfahrten der Portugiesen, die beim Überschreiten des gefürchteten Äquators ihren Mut und ihre Gläubigkeit durch eine neue Taufe bekräftigen wollten. Von der Kugelgestalt der Erde waren noch nicht alle überzeugt, sondern fürchteten, am Äquator in einen Abgrund zu stürzen.
- Buddelschiff: Die Kunst, irgendwelche Dinge in eine Flasche (Buddel) zu „zaubern“, ist nahezu dreihundert Jahre alt. Im Allgäu und im Erzgebirge gab es schon damals die sogenannte Eingerichte, auch Geduldsflasche genannt. Krippen- und Passionsszenen, Christus, Maria und all die anderen Heiligen wurden in Flaschen eingebaut; man füllte so die langen Winterabende aus und verdiente ein paar Groschen hinzu. Man mutmaßt, dass irgendwann ein Erzgebirger zur See gegangen war, dort seinen Kollegen beim Schiffsmodellbau zusah und die Idee hatte, diese Schiffe logischerweise (als Erzgebirger) in eine Flasche zu tun. Nachweisen lässt sich das nicht, denn die ältesten bekannten seemännischen Buddelschiffe sind nicht viel älter als hundert Jahre. Anwerbeplakat der US Navy 1917

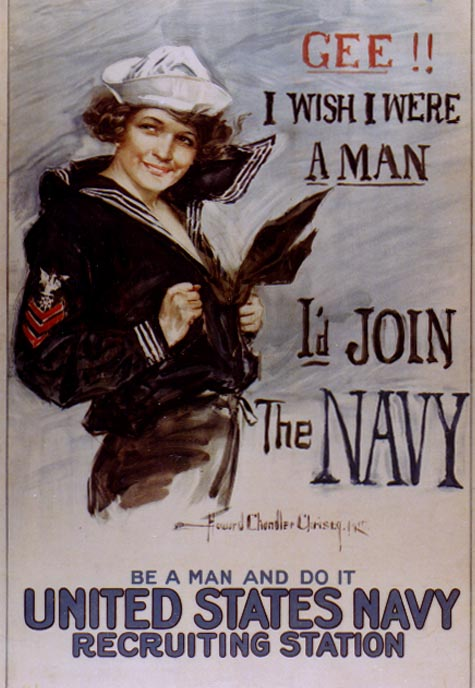
Anwerbeplakat der US Navy 1917

- Pressgangs wurden von ihren Kapitänen oder auch der Hafenadmiralität ausgeschickt, um jeden Mann, der beispielsweise eine maritime Tätowierung hatte, in den Dienst für „König und Vaterland“, also in die Marine, zu pressen. In Ergänzung dieser Mannschaftsbeschaffungsmaßnahme wurden Männer auch gern mal schanghait, meistens, indem man sie betrunken machte, ihnen einen Knüppel über den Schädel zog oder, beliebt in Bordellen, K.-o.-Tropfen in den Drink kippte. Die Wirte kassierten dann von den Kapitänen ein Kopfgeld, während das Opfer sich am nächsten Morgen, bevor es noch wusste, wie ihm geschah, vom Bootsmannsmaat aus der Hängematte kippen lassen musste, um sich dann auf See wiederzufinden. Das Schanghaien wurde auch gern von Handelsschiffskapitänen angewendet. Diese Praktiken hatten zur Folge, dass manchmal fast die Hälfte der Mannschaft eines Schiffes aus gepressten, schanghaiten oder straffällig gewordenen Leuten bestand. Letztere wurden früher häufig vor die Wahl gestellt, an Bord eines Schiffes zu gehen oder sich der Deportation, dem Tod oder langjährigen Haftstrafen zu stellen. Das gab es schon zu Zeiten der Galeeren. Durch diese Methoden wurde dann auch schon einmal eine Meuterei hervorgerufen. Später gebrauchte man subtilere Methoden wie Werbung (siehe Bild), um seine Mannschaften auf Sollstärke zu bringen.
- Meuterei: In der Seefahrt wurde Meuterei über Jahrhunderte hinweg fast immer mit dem Tod bestraft. „Ein (gemeint ist … wenn auch noch so unsinniger …) Befehl, den Du ausführst, ist Dienst. Ein Befehl, den Du nicht ausführst, ist Meuterei“, soll ein Spruch britischer Seeleute des 18. und frühen 19. Jahrhundert gewesen sein.
- Durch die Daggen laufen ist eine Prügelstrafe mit einem ungefähr 80 cm langen Tauende, vergleichbar mit dem Spießrutenlaufen.
- Die Gräting aufriggen bedeutete, dass ein Holzgitter an der Rigg hochgezogen wurde, um einen Matrosen daran festzubinden und mit einer speziellen Peitsche, der neunschwänzigen Katze zu verprügeln. Die übliche Anzahl der Schläge bewegte sich zwischen einem Dutzend und bis zu 500, wobei der Mann dann in der Regel von einem Kriegsgericht dazu verurteilt worden war, durch die Flotte gepeitscht zu werden, was praktisch einem Todesurteil gleichkam.
- Kielholen ist das Durchholen unter dem Kiel auf See. Auf alten Segelschiffen war dies eine Strafe für den Seemann, wobei die Überlebenschance unterschiedlich hoch war, je nachdem, ob der Seemann schiffslängs oder quer kielgeholt wurde und ob man so langsam am – vorher unter dem Kiel durchgeholten – Seil zog, an dessen Ende der Seemann angeleint war, dass der die Chance hatte, selber zu schwimmen bzw. zu tauchen und dadurch einen gewissen Abstand zum Rumpf einzuhalten, oder ob man das Seil so schnell einholte, dass er keine Chance hatte, selbst etwas zu tun.

## Legenden

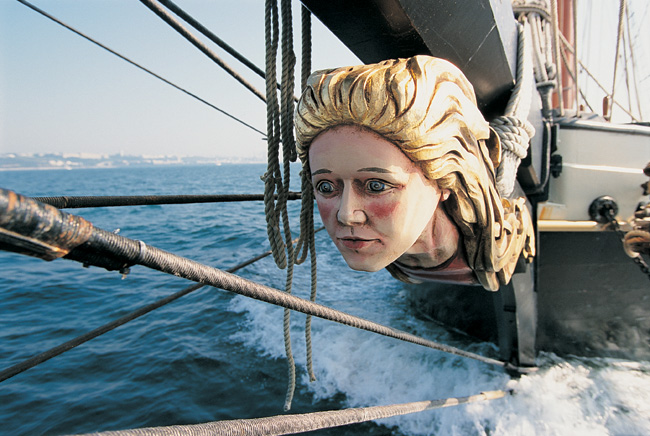
Galionsfigur der La Recouvrance (Rekonstruktion)

Die große Zeit der Galionsfiguren begann im 17. Jahrhundert und sie dauerte bis zum Anfang des 20. Jahrhunderts. Im 18. Jahrhundert nannte man die Galionsfigur Bild des Schiffes. Die Zahl der Galionsfiguren ist groß, und außer dem Löwen (auf holländischen Schiffen findet man immer einen Löwen, als Wappen des Landes) wurden Meerfrauen und Nixen bevorzugt, aber auch Krieger, Ritter, Fürsten, Reeder, Kaufleute im Zylinder und zarte und kraftvolle Frauengestalten. Die Galionsfigur wurde von der Mannschaft als Schutzpatron, als Talisman, angesehen. Von ihr hing das Gelingen einer Reise ab; ihre Beschädigung oder gar Zerstörung war ein böses Omen und signalisierte großes Unglück; das Schiff wurde zu einem Unglücksschiff.
Entgegen der landläufigen Meinung wurden Augenklappen auch zur Überdeckung von gesunden Augen benutzt. Piraten nutzten sie unter anderem, um ihre Augen für die Nacht zu trainieren. Indem sie ein Auge auch tagsüber im Dunkel hielten, konnten sie damit nachts besser sehen – zumindest glaubten sie das. Allerdings erblindeten früher viele Seeleute auf einem Auge durch den Gebrauch des Jakobsstabs, mit dem man die Sonne anvisieren muss, weshalb wohl so mancher seine Augenklappe über einem wirklich erblindeten Auge trug.
Da auf einem Schiff oft gravierende Helligkeitsunterschiede, zwischen den Lichtverhältnissen an Deck, in der prallen Sonne und den dunklen, kaum beleuchteten Räumen unter Deck herrschen, trugen früher viele Seeleute Augenklappen, um vor allem in kritischen Situationen sich die ansonsten recht lange Wartezeit zu sparen, bis sich das Auge an die Dunkelheit gewöhnt hatte.
Holzbeine sind keine Erfindung aus der Piratenliteratur. In der damaligen Royal Navy war es üblich, verdienten und versehrten Seeleuten die Stelle des Schiffskochs zu geben.

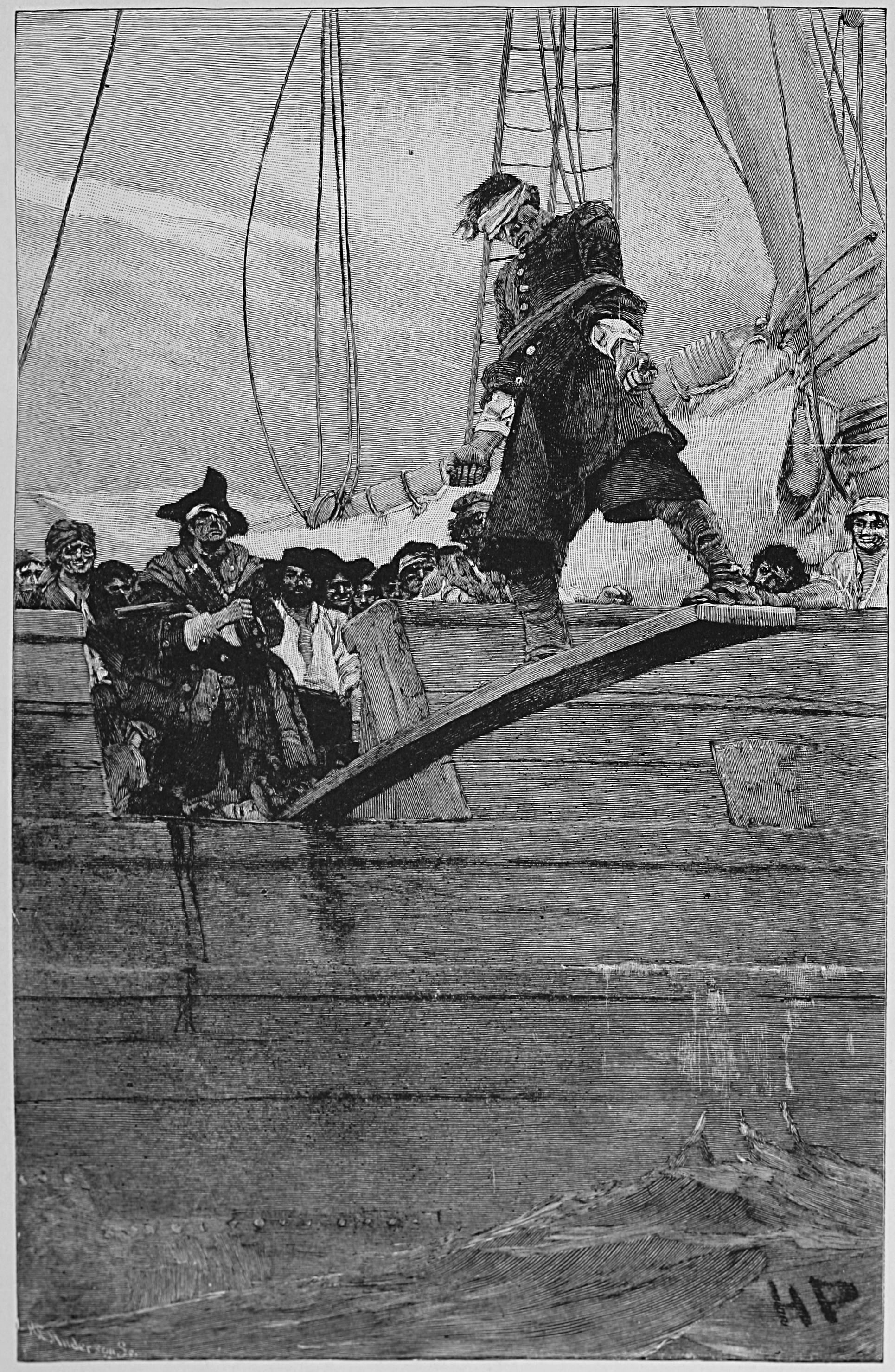
Dies gehört wahrscheinlich in den Bereich der Mythen

Seeleute brachten von ihren Reisen in den Tropen gern Vögel und andere exotische Tiere als Andenken mit. Besonderer Beliebtheit erfreuten sich Papageien. Sie setzten in trister schmuddeliger Umgebung farbliche Akzente, lernten zur Belustigung der Seeleute sprechen und waren am Bord eines Schiffes leichter zu halten als Affen und andere Tiere. Außerdem blühte im London im 18. Jahrhundert der Handel mit diesen Vögeln und sie erzielten gute Preise.
Über die Planke gehen: Dass Piraten Gefangene über eine Schiffsplanke ins Meer trieben, wird in keinem Bericht aus dem 17. und 18. Jahrhunderts erwähnt, diese Praxis kommt eher aus dem Bereich der Mythen in der Literatur.

### Schutzheilige
- Simon Petrus und Andreas, Schutzpatrone der Fischer, Schiffer und der Schiffbrüchigen
- Brendan der Reisende, Schutzpatron der Schiffer
- Erasmus, Patron der Seefahrer, der Drechsler, der Weber und der Seiler
- Vinzenz von Valencia, Patron der Holzfäller, Seeleute, Dachdecker und Töpfer
- Nikolaus von Myra, Patron der Seefahrer, Binnenschiffer, Kaufmann, Rechtsanwalt, Apotheker, Metzger und Bäcker, von Getreidehändlern, Dreschern, Pfandleihern, Juristen, Schneidern, Küfern, Fuhrleuten und Salzsiedern
- Valentin von Terni, Patron der Jugendlichen, Reisenden und Imker

### Aberglaube

Sirene als Sinnbild des Bösen, um 1130 Schweiz, Kirchgemälde in St. Martin zu Zillis/Graubünden

Aberglaube ist bei Seeleuten weit verbreitet.
- Frauen an Bord wurden ebenso wie Pfaffen mit Misstrauen betrachtet, angeblich brachten beide gleichermaßen Unglück. Trotzdem kam es vor, dass  sich Frauen an Bord befanden, die sich als Männer ausgaben, siehe z. B. die Piratinnen Anne Bonny und Mary Read. Andererseits war es selbst auf Kriegsschiffen durchaus üblich, dass Frauen ihre Männer auf den Fahrten begleiteten,[1] ebenso wie sie als Passagiere mitreisten.
- Fischerboote werden oft als Seetiere „verkleidet“, um die Meeresbewohner nicht zu reizen. Antiken Schiffen wurden oft aus diesem Grund Augen aufgemalt.
- Das Pfeifen mit dem Mund an Bord war nicht erlaubt, man könne dadurch Sturm heranpfeifen.
- Kratzen am Stag sollte Wind bringen.
- Bei Fahrtbeginn wurden Münzen über Bord geworfen, um eine gute Fahrt zu bekommen.
- Das Annageln einer Haifischflosse am Klüverbaum oder Walflosse an Walfangbooten sollten Kraft und Schnelligkeit auf das Schiff bzw. Boot übertragen.
- Der Unglückstag ist der Freitag, da lief man nicht aus dem Hafen aus, Sonntag war immer der gute Tag.
- Katzen an Bord brachten Glück (und unterstützten die Schiffshygiene und boten Schutz der knapp bemessenen Nahrungsmittel durch Beseitigung von Mäusen und Ratten).
- Die Seelen von toten Seeleuten wohnen in Albatrossen, Möwen und Sturmvögeln.
- Klabautermann – ein kleiner Kobold, der unsichtbar an Bord des Schiffes seinen Schabernack treibt und der im Schiff klopft und rumort und entweder, durch sein Erscheinen, dem Schiff den Untergang anzeigt oder der im Schiff auf Ordnung sieht und durch sein Verschwinden Unheil anzeigt. Solange er an Bord bleibt, macht das Schiff gute Fahrt.
- Vorzeitiges Drehen der Sanduhr beim Glasen zur Verkürzung der eigenen Wache galt an Bord als asoziales Verhalten. Es hieß, bei rückfälligem Verkürzen werde der Klabautermann erscheinen und den Seemann vermöbeln.
- Meerjungfrau: Meist handelt es sich um ein seelenloses oder verdammtes Wesen, das nur durch die Liebe eines menschlichen Gemahls von seinem Schicksal befreit werden kann.

Schwer abzugrenzen ist die Meerjungfrau von ähnlichen Wesen:
- - Wasserfrauen (Aspekt der Mütterlichkeit bzw. der Liebe)
  - Nixen/Sirenen (Aspekt der Bedrohung bzw. Verführung)

Die vorherigen drei sind möglicherweise alle Verwechslungen mit Seekühen zuzuschreiben, da diese Tiere aus Neugier dazu neigten, Schiffe zu betrachten, wobei nur ihr Kopf aus dem Wasser ragte und sie seltsame sirenenähnliche Töne von sich gaben.

### Seeungeheuer
Seeungeheuer sind fiktive Wesen, die in verschiedener Form in der Geschichte der Seefahrt auftauchen.
Die Seefahrt hatte besonders in der Vergangenheit mit großen Gefahren wie Unwetter und scheinbar unerklärlichen Naturerscheinungen (z. B. White Squall oder Strudeln siehe auch Saltstraumen) zu kämpfen. Die Angst der Seeleute formte in ihrer Phantasie die Gestalt von Seeungeheuern und Geistern als Erklärung für ihre Not.
Viele Schiffsunglücke waren überraschend und blieben ungeklärt, was zur Legendenbildung beitrug. Manchmal wurden aber auch Tatsachenbeschreibungen als Seemannsgarn abgetan, so war beispielsweise die Existenz von Monsterwellen bis 1995 sowie Riesenkraken nicht anerkannt.

#### Bekannte Seeungeheuer
- Leviathan
- Sirenen
- Skylla und Charybdis in Homers Odyssee
- Midgardschlange
- Moby Dick
- Riesenkraken

### Sagen
- Fliegender Holländer
- Davy Jones’ Locker
- Argonautensage
- Klabautermann
- Sindbad
- Odyssee

### Maritime Literatur (exemplarisch)
- Argonautensage
- Alexandre Olivier Exquemelin: Die Americanische See-Räuber, 1679
- Herman Melvilles: Moby Dick
- Robert Louis Stevenson: Die Schatzinsel
- Jules Verne: 20.000 Meilen unter dem Meer
- Detlev von Liliencron: Trutz, blanke Hans
- Joseph Conrad: The Mirror of the Sea. Memories and Impressions, 1906, dt. Spiegel der See
- Gorch Fock: Seefahrt ist not!
- Cecil Scott Forester, mit seinen Romanen um Horatio Hornblower
  - als Film dazu Des Königs Admiral
- B. Traven: Das Totenschiff
- Felix Graf von Luckner: Seeteufel, 1921
- Patrick O’Brian: die Romane um Jack Aubrey, z. B. als filmische Zusammenfassung verschiedener Bücher, Master & Commander – Bis ans Ende der Welt
- Theodor Storm: Meeresstrand, 1856